# Rosa dulcissima
Rosa dulcissima är en rosväxtart som beskrevs av Joël Lunell och Walter Hepworth Lewis. Rosa dulcissima ingår i släktet rosor, och familjen rosväxter. Inga underarter finns listade i Catalogue of Life.